# Transferência de electrões
A transferência de electrões (ou transferência electrónica) é um processo em que um ou mais electrões se movem de um átomo ou espécie química (por exemplo, uma molécula) para outro átomo ou espécie química. A transferência de electrões é uma descrição mecanística do conceito termodinâmico "redox", em que mudam os estados de oxidação dos dois lados da reacção.
Diversos processos biológicos utilizam transferência de electrões, incluíndo fotossíntese e respiração celular. Normalmente, as transferências de electrões envolvem complexos de metais de transição, mas existem também diversos exemplos de transferência electrónica na Química Orgânica.

## Tipos de transferência de electrões
Existem diversos tipos de transferência de electrões, dependendo do estado dos dois centros redox e da ligação entre eles.

### Transferência de electrões de esfera interna

Complexo de Creuz-Taube, um complexo contendo ruténio muito utilizado para estudos de transferência de electrões de esfera interna.

Na transferência de electrões de esfera interna, os dois centros redox encontram-se ligados covalentemente durante a transferência. A ligação pode ser permanente, e neste caso a transferência é chamada intramolecular. Frequentemente, a ligação covalente é apenas transitória, formando-se imediatamente antes da transferência de electrões, e quebrando-se imediatamente após a mesma. Neste caso, a transferência é intermolecular. Um exemplo deste último cenário é a redução do [CoCl(NH3)5]2+ pelo [Cr(H2O)6]2+ — neste caso, o ligando cloreto estabelece a ligação covalente entre as duas espécies químicas —.

### Transferência de electrões de esfera externa
Na transferência de electrões de esfera externa, os dois centros redox não estão ligados durante a transferência. O electrão "salta" através do espaço, do centro redutor para o aceitador. A transferência de esfera externa pode ocorrer entre espécies químicas diferentes ou espécies químicas idênticas que difiram apenas no seu estado de oxidação. Este último processo é denominado reacção de troca. Um exemplo ocorre na reacção degenerada entre o permanganato e o manganato, que diferem entre si por um electrão:
[MnO4]- +  [Mn*O4]2-  →  [MnO4]2- +  [Mn*O4]-
Uma reacção de transferência de electrões de esfera externa procede normalmente através dos seguintes passos:
1. Formação de um complexo precursor: os reagentes difundem-se para fora das suas esferas de solvatação (requer trabalho).
2. Activação do complexo: mudança nos comprimentos das ligações, reorganização do solvente.
3. Transferência do electrão.
4. Complexo sucessor: relaxação dos comprimentos das ligações e das moléculas do solvente.
5. Difusão dos produtos.

Em geral, se a transferência electrónica for mais rápida que a substituição de um ligando, a reacção ocorre através do mecanismo de esfera externa. Tal ocorre frequentemente quando um ou ambos os reagentes são inertes, ou se não existe um ligando capaz de estabelecer uma ligação covalente.
Um dos conceitos básicos na teoria de Marcus, que descreve a velocidade de reacção da transferência, é a existência de uma relação matemática entre a velocidade da reacção de troca e a velocidade de reacções cruzadas. Este tipo de reacção envolve parceiros quimicamente distintos; um exemplo é a redução do permanganato pelo iodeto (I-), formando iodo (I2) e manganato.

## Transferência heterogénea de electrões
Na transferência heterogénea de electrões, um electrão move-se entre uma espécie química e um eléctrodo (estado sólido). As teorias desenvolvidas em torno da transferência heterogénea de electrões têm aplicações na electroquímica e no desenho de células solares.

## Teoria
A primeira teoria de transferência de electrões aceite na generalidade foi desenvolvida por Rudolph A. Marcus para explicar o processo de esfera externa, usando uma aproximação baseada na teoria do estado de transição. A teoria de Marcus foi mais tarde desenvolvida pelo próprio Marcus e por Noel Hush para incluir o processo de esfera interna. A resultante teoria (teoria de Marcus-Hush) tem servido de base desde então em estudos de transferência electrónica. Ambas as teorias são, no entanto, semiclássicas, embora tenham sofrido desenvolvimentos posteriores de modo a incluir tratamentos de mecânica quântica por Joshua Jortner, Alexender M. Kuznetsov e outros, a partir da regra de ouro de Fermi e de trabalhos sobre transições não-radiantes. Outros desenvolvimentos da teoria tomam em conta efeitos de acoplamento vibrónico na transferência do electrão, em particular a teoria PKS.
Em 1991, Beratan, Betts e Onuchic demonstraram que a velocidade de transferência de electrões em metaloproteínas não depende apenas dos átomos não-metálicos que rodeiam os centros metálicos, mas antes que os electrões atravessam as proteínas usando o efeito túnel, e por isso a velocidade de transferência depende da estrutura das ligações através da proteína.